# Nyctelius
Nyctelius là một chi bướm ngày thuộc họ Bướm nâu.